# Закон Светог Симеона и Светог Саве
Закон Светог Симеона и Светог Саве није сачуван, већ је анализом фрагмента каснијих исправа утврђено да је Закон представљао скуп одредби о зависном становништву на властелинствима манастира Студенице и манастира Милешева.
Прве три одредбе су сачуване су у хрисовуљи краља Милутина манастиру светог Ђорђа код Скопља док су четврта и пета сачуване у Закону Србљем који се налази у Призренској или Светоарханђелској хрисовуљи. Једна одредба која се тиче Закона светог Саве сачувана је у повељи краља Стефана Душана, коју је око 1336-1337. издао хиландарском пиргу.
Од прикупљених фрагмената, Закон светога Симеона и светога Саве, настојао је да реконструише историчар Милош Благојевић.

## Одредбе Закона Светог Симеона и Светог Саве
- ОДРЕДБА 1

И Власи који се налазе (на поседу) Светога Георгија да им је закон светог Симеона и светог Саве, што и милешевским и студеничким Власима, и да ору дан бедбе, и што поору тако да и пожању, и сено да косе од круга воз.
- ОДРЕДБА 2

И Хранча због мираза приволи се цркви, да је црквени војник у закон светага Симеона и светога Саве и да им се коњи не товаре и товара не воде
- ОДРЕДБА 3

И људи црквени да работају по закону светога Симеона и светога Саве.
- ОДРЕДБА 4

И где се налазе људи келије Спасове пирга (хиландарског) у Љипљану и у Сухогрлу, или било где, ослободи их краљевство ми од позоба и приселице, провода, соколара, псара, орања, жетве, кошења сена, винограда, градских работа, војске и просто речено од свих работа краљевства ми малих и великих, и да им не буде суда осим пред краљем и пред икономом, који тад буде, него да работају цркви по закону светога Саве, што им заповеда иконом, како је написано у хрисовуљи деда краљевства ми, светог краља.
- ОДРЕДБА 5

И виноград да обрађује сваки по закону као у Студеници у Светог Симеона.
- ОДРЕДБА 6

А који се попови налазе у целој области Арханђеловој, да им је закон о винограду, и о орању, и о другој работи као што је закон у Студеници и у Светога Симеона.